# Angelo Palmas
Angelo Palmas (ur. 21 grudnia 1914 w Villanova Monteleone, zm. 9 czerwca 2003) – włoski duchowny katolicki, dyplomata.
Przyjął święcenia kapłańskie 15 sierpnia 1938. 17 czerwca 1964 został mianowany arcybiskupem tytularnym Vibiana oraz delegatem apostolskim w Wietnamie; sakry biskupiej udzielił mu 28 czerwca 1964 papież Paweł VI.
W kwietniu 1969 został mianowany nuncjuszem w Kolumbii; od września 1975 do 1990 pronuncjusz apostolski w Kanadzie, w 1990 przeszedł w stan spoczynku.
Wśród duchownych, którym udzielił święceń biskupich, byli przyszli kardynałowie: François Xavier Nguyễn Văn Thuận, Darío Castrillón Hoyos i Pedro Rubiano Sáenz.